# Ярост на разсъмване
„Ярост на разсъмване“ (на английски: Rage at Dawn) е уестърн на режисьора Тим Уелън, който излиза на екран през 1955 година с участието на Рандолф Скот.

## Сюжет
Братята Рино вилнеят из Индиана през 1866 година, и живеят спокойно в градчето Сиймур, плащайки подкупи на трима градски чиновници. Детективската агенция „Питърсън“ изпраща под прикритие агент Барлоу, представящ се за бандит, за да спечели доверието на чиновниците и бандата. Един непредвиден фактор – сестрата на братята Рино, хубава и неомъжена, в чиято къща те намират подслон, може да обърка всичко. Тя не е безразлична към Барлоу, а и той към нея. Обстановката се изостря, когато Барлоу устройва капан, подготвяйки обир на влак, за да завърши акцията по залавянето на престъпниците.

## В ролите
| Актьор         | Роля              |
| -------------- | ----------------- |
| Рандолф Скот   | Джеймс Барлоу     |
| Форест Тъкър   | Франк Рино        |
| Мала Пауърс    | Лаура Рино        |
| Джей Карол Неш | Саймън (Сим) Рино |
| Едгар Бюкенън  | Съдията           |
| Майрън Хели    | Джон Рино         |
| Хауърд Петри   | Латимор, прокурор |
| Рей Тил        | Шерифа на Сиймур  |
| Уилям Форест   | Уилям Петерсън    |
| Денвър Пейл    | Клинт Рино        |
| Тревър Бардет  | Фишър             |
| Кенет Тоби     | Монк Клакстън     |